# Schoenobius niloticus
Schoenobius niloticus là một loài bướm đêm trong họ Crambidae.